# 双鸭山林业局
双鸭山林业局，又称双鸭山重点国有林管理局，是一个位于中华人民共和国黑龙江省双鸭山市尖山区的类似乡级单位，亦是中国龙江森林工业集团（黑龙江省森林工业总局）所属的一个林业局，分属合江林业管理局。
双鸭山林业局始建于1963年，位于完达山脉北坡，横跨双鸭山市市区、宝清县。施业区总面积155772公顷，其中有林地面积117243公顷，森林覆盖率75.6%。人口23884人。

## 行政区划
双鸭山林业局下辖以下单位：
红旗林场、青龙林场、宝山经营所、七一林场、七星河林场、上游经营所、宝石经营所、三岔河林场、大叶沟林场、七星河金矿、南瓮泉经营所。